# Харной, Офра
Офра Харной (англ. Ofra Harnoy) — современная канадская виолончелистка, многократный лауреат премии «Джуно». Член ордена Канады (1995).

## Биография
Офра Харной родилась в Хадере (Израиль). С раннего детства отец, скрипач по профессии, начал заниматься с ней игрой на виолончели, а после эмиграции в Канаду в 1972 году её основными учителями были Владимир Орлофф в Торонто и Уильям Плит в Лондоне, с которым она занималась с 14 лет. На протяжении коротких промежутков времени её также учили Пьер Фурнье и Мстислав Ростропович. В десять лет Офра дала первый концерт как солистка (с оркестром Бойда Нила) и после этого выступала с гастролями в различных странах мира, на радио и телевидении.
Широкую известность Офра Харной приобретает после выхода записей виолончельных концертов Оффенбаха, Артура Блисса и Вивальди, а в общей сложности ей записаны более 50 альбомов с такими компаниями, как RCA Victor, EMI и Koch International. Контракт с RCA Victor в 1987 году стал первым со времен Гленна Гульда, подписанным канадским исполнителем с международным гигантом грамзаписи. Важное место в её творчестве занимают попытки синтеза классической и популярной музыки, в частности, виолончельные аранжировки музыки Beatles.

## Признание
В 1982 году, после дебютного выступления в Нью-Йорке, Офра Харной стала самым молодым за 42 года лауреатом премии Международной гильдии концертных исполнителей. Через год журнал Musical America назвал её лучшим молодым музыкантом года, а позднее канадский еженедельник Maclean's включил её в число 12 канадцев, приносящих наибольшую славу своей стране.
В 1987 и 1989 годах Харной дважды завоевала премию «Джуно» за лучший альбом классической музыки, а в 1991, 1993 и 1994 годах становилась лауреатом этой премии как лучший исполнитель-инструменталист. В 1988 году она завоевала французскую премию Grand Prix du Disque, а в 1995 году стала членом ордена Канады .